# Анион
Анионът представлява йон, натоварен с отрицателен заряд. Получава се, когато електронеутрален атом приеме електрон(и) в електронната си обвивка. Анионите се отделят на противоположно заредения електрод – катода. Съдържа се заедно с катиони (положително натоварени йони) в разтворите на всички електролити, в полярните разтворители, а също и в стопилките и в кристалните решетки на съединенията с йонна връзка.